# たまこ
たまこ（本名：柳川 瑞子（やながわ たまこ、旧姓：坂口 （さかぐち））、1975年1月18日 - ）は、元株式会社KP所属の女性お笑い芸人。お笑いトリオ『三等分』の元メンバー。熊本県出身。愛称は「お母さん」。

## 人物・来歴
- 2005年4月から、快信孝との男女コンビ「フリーサイズ」のメンバーとして活動、当時は浅井企画に所属。2008年8月末に解散。なお、元相方の快はその後、同じ男女コンビ「チックタックブーン」を結成（漫才協会所属）。
- かつては浅井企画の芸能人女子フットサルチーム「ASAI RED ROSE」に所属。2008年12月7日をもって退団。
- 剣道三段。学生時代は全国トップクラスで、全国で優勝した実績がある。
- 2009年1月に元ブルームフラワーのちい、元マンゴスティンの山中美代子とトリオ「三等分」を結成。トリオ結成を機に、芸名を『たまこ』から『たま子』に変更した。
- 2010年2月に三等分を脱退。同年4月から芸名表記を『タマ子』に変え、自分の持っている資格を生かした「肥満予防健康管理士芸人」として活動。
- 2010年7月より株式会社KPに所属。引き続き「肥満予防健康管理士芸人」及び「相撲芸人」として活動。
- 2014年に元十両力士の増健亘志と結婚[1]、芸能界を引退。